# Näs slott

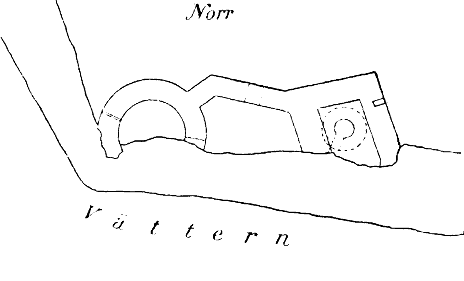
Plan över Näs slottsruin på Visingsö.

Näs slott är en svensk kunglig borgruin på Visingsös södra spets mot Vättern som är belägen på Visingsö i Jönköpings kommun och Jönköpings län. 
Byn Näs i närheten har givit borgen dess namn; i medeltida källor benämns borgen dock som Visingsö eller Visingsö hus. 

## Bakgrund
Anläggningen uppfördes som kungaresidens under 1100-talet. Möjliga byggherrar var Sverker den äldre och hans son Karl Sverkersson. Borgen markerar en övergång till större och bekvämare slottsbyggnader och är den första i sitt slag. De flesta medeltida källor är ense om att borgen, särskilt i början av 1200-talet, stod i centrum för den svenska kungamakten. Detta var Sveriges första riksborg och användes dessutom som riksbank, då konungarna samlade sina och rikets dyrbarheter i borgen. År 1318 pantsattes den av kung Birger Magnusson till danskarna. Slottet brändes ner efter en del strider samma år medan Birger befann sig i landsflykt. 
Slottsruinen är idag 32 × 12 m och resterna av ett runt torn samt ett fyrsidigt torn, med sammanbindande väg, finns bevarade. Murarna är 3–4 m höga och 1,0–1,5 m breda och uppförda i skiffer och sandsten, tuktade och huggna. I den sammanbindande muren och det västra, runda tornet, syns cirka 2 m över nuvarande markyta fästen för golvbjälkar till en övervåning. I det östra tornet finns ett runt murat rum, till vilket man i sen tid har öppnat en ingång från söder. På utsidan av det östra tornet finns också resterna av ett privet. Ruinen är hårt restaurerad och förstärkt mot vattnet till söder. Överst på muren är en gjuten betongplatta, vilken klätts med torv.
Platsen benämns i dag Näs slottsruin. Andra namnformer är Visingsö borg, Näs borgruin och Näsborg.

## Borgherrar
- Sverker den äldre (dödad 25 december 1156), högst osäkert, men möjligt.
- Karl Sverkersson, dödad på Visingsö 12 april 1167.
- Birger Brosa, död på borgen 9 januari 1202.
- Erik Knutsson död på borgen i "hastig feber" 10 april 1216.
- Johan Sverkersson, död på borgen 10 mars 1222.
- Magnus Ladulås, död på borgen 18 december 1290, men eventuellt begravd i Riddarholmskyrkan i Stockholm.

## Näs i populärkultur
I böckerna och filmerna om Arn Magnusson återkommer borgen ett flertal gånger. I första boken Vägen till Jerusalem medverkar Arn när Knut Eriksson utför ovan nämnda mord på Karl Sverkersson.